# Franjolins
Els franjolins o frangencs són un grup humà resident a la Franja de Ponent (comarques catalanoparlants històriques de la Ribagorça, la Llitera, el Baix Cinca i el Matarranya), a l'Aragó. Les denominacions principals sovint se substitueixen per gentilicis compostos com catalanoaragonesos o catalanoparlants d'Aragó, i altres de més locals com ara fragatins, ribagorçans, lliterans o matarranyencs.
Comparteixen llengua i cultura amb la resta de territoris de llengua catalana - la meitat de la població el té com a llengua inicial, i el saben parlar el 80% dels habitants de la Franja-, i són aragonesos de llei. Amb una població de 50.000 habitants, representen un 3% de la població total aragonesa i un 0,33% de la població total dels territoris de llengua catalana.

## Demografia
La Franja és una zona amb una densitat de població bastant baixa (10 habitants per km²) i només té una ciutat amb cert pes demogràfic, Fraga, que tenia 13.341 el 2008, és a dir, el 27,9% del total. L'any 1981 el 35% de la població vivia en pobles de menys de 1.000 habitants i el 45% en pobles d'entre 1.000 i 5.000 habitants. Per comarca, les poblacions són: Ribagorça, 3.683 habitants, amb 1.116, o el 30%, a Benavarri (2001); Llitera, 9.503 habitants, amb 3.655, o el 38,5%, a Tamarit de Llitera; Baix Cinca, 17.701, amb el 68% a Fraga; Matarranya, 15.087 habitants, amb 2.027 a Maella (1998).

## Història
Abans de la Reconquesta, la Ribagorça tenia una població original bascoide mentre la Llitera i el Baix Cinca era territori dels ilergets.
L'assentament dels romans, a finals del segle –III, va ser ràpid, malgrat l'oposició dels ilergets Indíbil i Mandoni. La Franja va quedar adscrita primer a la província d'Hispània Citerior i després, a la Tarraconense. Durant les guerres civils, la zona va ser escenari bèl·lic. Al segle V, quan l'Imperi Romà era a les seues acaballes, la zona va ser envaïda i saquejada per bandes de bagaudes, bandolers de l'època. A principis del segle v hi van arribar els visigots i al segle vii, els musulmans, els quals a la part nord es limitaven a cobrar tributs i, per tant, hi deixaren una petjada limitada.
La Reconquesta de la Franja fou duta a terme primer pels occitans de Tolosa a la Ribagorça i Pere I d'Aragó i Pamplona, qui conquerí Barbastre l'any 1100, i després, a la Llitera i el Baix Cinca, pels catalans d'Urgell i Barcelona als anys 1148-49. La conquesta del Matarranya (1169) fou una empresa catalana, i fou repoblat per francs i catalans lleidatans.
El pas de la Franja a l'Aragó s'origina en la disposició de Jaume el Just que feu que la Franja passà al Regne d'Aragó el 1300. Des d'aleshores la gent de la Franja ha sigut aragonesa, tot i mantenir forts lligams amb Catalunya en general i Lleida en particular. Tanmateix el nom "Franja" és d'origen modern i prové de la recerca d'un nom que agrupés les comarques catalanoparlants de l'Aragó.
Entre els esdeveniments significants després del pas a l'Aragó, cal citar l'expulsió dels moriscs el 1610, que eren un 20% de la població d'Aragó. Tanmateix, no totes les comarques patiria igualment: el Matarranya degué patir menys, ja que foren matarranyencs qui repoblaren el Baix Ebre després de l'expulsió. Un altre punt d'inversió era la Guerra dels Segadors, que creà grans canvis de població i colpejava la Llitera especialment fort. En conseqüència, les poblacions a l'est de la Llitera, que avui en dia no es consideren part de la comarca (Montsó, Binèfar, Albalat, Bellver i Ossó de Cinca, entre altres) passaren a tenir una població castellanoparlant.
Després de la derrota que significà la Guerra de la Successió, en la qual tota Aragó prengué partida pels austriacistes, el país fou subjecte a forts canvis d'administració i també a una forta introducció de la llengua castellana. Un dels projectes que més afectà la Franja fou el canal de navegació i reg de l'Ebre entre Navarra i Tortosa, al segle xviii. Durant la Guerra del francès, la zona i sobretot la part pirinenca fou cau de guerrilles antinapeolòniqes. La zona continuava sent molt dominada per l'agricultura, amb petites indústries artesanals. Això duria al brot de carlisme al Matarranya a la darreria del segle xix.
Les primeres dècades del segle XX són, per a la Franja, una època en la qual es respira un ambient agrorevolucionari. Amb l'aixecament militar, la Franja va ser l'escenari de les batalles més cruentes de la Guerra Civil espanyola. Durant la majoria de la guerra, fou territori republicà mentre la resta d'Aragó fou franquista, sobretot gràcies a l'avanç dels milicians anarcosindicalistes catalans els primers dies de la guerra. Així va ser que hi van crear, a l'octubre de 1936, el Consell Regional de Defensa d'Aragó, un ens que hi impulsà el comunisme llibertari i que governaria l'Aragó oriental fins a l'agost de 1937, quan el controlpassà a un governador general republicà. Al 9 de març, una ofensiva franquista posterior a la batalla de Terol portà la caiguda de tota la Franja en mans de l'exèrcit franquista. Una gran quantitat d'habitants esdevingueren refugiats. Finalment, al 25 de març, el General Yagüe prengué Fraga.
Malgrat la primeria de l'autonomia aragonesa (1982), no fou fins al 1999 que s'adoptà el català com a idioma cooficial a la Franja. Aquell mateix any un franjolí, Marcel·lí Iglesias, esdevé president d'Aragó, càrrec que manté a l'any 2009.

## Llengua
Alguns frangencs anomenen el seu parlar xapurreau o utilitzen preferentment el gentilici local (fragatí, etc.), i no tots els franjolins accepten la denominació de "català". Hom ha pogut estudiar el català a la Franja en l'ensenyament des del curs de 1985-86, però el seu estudi té caràcter optatiu i no tots els centres l'ofereixen. El 2008 s'estimava que quatre o cinc mil alumnes de primària i secundària estudien català o feien classes en català. El 2003 diverses entitats locals s'uniren en la Institució Cultural de la Franja, que el 2005 denuncià el Govern d'Aragó al Defensor del Poble Europeu de discriminació lingüística i cultural. El 2008 el Consell d'Europa demanà que el govern espanyol protegira i promoguera el català i l'aragonès.

## Franjolins il·lustres

### Escriptors, periodistes, presentadors i actors
Entre els escriptors de la Franja figuren Jesús Moncada i Estruga (Creu de Sant Jordi), Desideri Lombarte i Arrufat, Hèctor Moret i Coso, Francesc Serés Guillén, Carles Andreu Sancho, criat a la Franja i escriptor en francès. En clau històrica Guillem Nicolau, el jurista i escriptor Guillem Pabord (Areny de Noguera, segle xiv - Lleida 1456), el poeta i metge jueu dels segles XIV i xv nascut a Fraga Astruc Rimoc.
De la Franja han eixit diverses personalitats dels mitjans de comunicació, com Manuel Campo Vidal, president de l'Acadèmia de les Ciències i les Arts de Televisió d'Espanya, Mari Pau Huguet, presentadora de TVC, Thais Villas, presentadora de la Sexta, Francesc Mauri, metereòleg de TVC, i altres periodistes com Joaquim Ibarz, Mercè Ibarz, Ana Gracia Soler, Edmon Vallès, Michel Vallés (El Periódico de Aragón) Neus Enjuanes (corresponsal d'ATV a Terol), Santi Villas, Mario Sasot.
Altres personalitats de la literatura i el periodisme relacionades amb la Franja són Milagros Pérez Oliva (Grist, Vall de l'Éssera, en l'àrea dels parlars de transició), Terenci Moix, amb la mare d'origen nonaspí, Carles Andreu Sancho i Carles Terès Bellès, ambdós amb pares d'origen matarranyenc. El llibreter Octavi Serret és de Vall-de-roures.
En el món de l'esport, l'exfutbolista i entrenador Raül Agné, el futbolista Ismael Comas, el pilot de trial David Millán

### Artistes i Músics
Artistes rellavants de la Franja són Pau Gargallo i Catalán (nascut a Maella), artista que es relacionava amb els Quatre Gats, l'artesà de vidre Antoni Pons i Cirac, que rebé la Creu de Sant Jordi, els pintors Hermenegildo Estevan i Virgilio Albiac (Favara de Matarranya), el pintor gòtic Pere Garcia de Benavarri
El principal representant de la cançó en català a la Franja és Anton Abad en l'àmbit de la canço d'autor, i Tomàs Bosque, i Los Draps en l'àmbit del rock. També han aconseguit reconeixement fora del territori Pau Donés, cantant de Jarabe de Palo. En el món de la música clàssica han estat reconeguts músics originaris de la Franja com Rafael Anglès (Ràfels, Matarranya), Joan Barter (Mequinensa, Baix Cinca), Josep Ferrer i Beltran (Mequinensa, Baix Cinca) i Elvira de Hidalgo (Vall-de-roures, Matarranya).
El torero Nicanor Villalta té l'origen a Queretes.

### Polítics i religiosos
Entre els frangencs que han transcendit a l'àmbit polític, hi ha Marcelino Iglesias Ricou (Bonansa, Ribagorça) ex-president d'Aragó, Josep Antoni Duran i Lleida (Alcampell, La Llitera), president del Comitè de Govern d'UDC i ex-president del Grup Parlamentari de CiU al Congrés dels Diputats espanyol, i Joaquim Maurín (Bonansa, Ribagorça), fundador del BOC i el POUM. També tenen arrels a la Franja Ramon Tremosa PDC, amb pare d'Areny de Noguera (Ribagorça), Santi Vila i Vicente amb la mare d'origen nonaspí i Oriol Junqueras, amb avis de Tolba (Ribagorça).
En l'àmbit religiós, l'arquebisbe de Barcelona Joan Josep Omella és d'origen matarranyenc, i també tenen origen frangenc el bisbe Pantaleó Montserrat (Maella 1807 – Frascati 1870), la monja Saturnina Jassà i Ramón Segura, eclesiàstic afrancesat de Pena-roja (Matarranya) al servei de Josep Bonaparte que ocupà importants càrrecs eclesiàstics a Saragossa durant l'ocupació francesa. Va exercir a la Ribagorça Benito Latras, conegut com a Cos Sant.

### Investigadors
Entre els investigadors frangencs, destaca l'arqueòleg Joan Cabré (Calaceit 1882 - Madrid 1947), els historiadors Santiago Vidiella (Calaceit, 1860 (?)) i Maties Pallarès (Pena-Roja 1874 - Barcelona 1924), i el filòleg Ramon Sistac, especialista en els parlars de transició amb l'aragonès. També té residència a la Codonyera l'investigador de la literatura oral i filologia Artur Quintana. La pedagoga i mestra Palmira Pla Pechovierto.